# Glareola maldivarum
La canastera oriental (Glareola maldivarum)  es una especie de ave charadriforme de la familia Glareolidae.  
La característica más inusual de las canasteras es que, aunque clasificadas como limícolas, por lo general cazan a sus presas en vuelo como las golondrinas, aunque también pueden alimentarse en el suelo.

## Distribución
Estas aves pueden encontrarse en las zonas más cálidas del sur y el este de Asia, se reproducen en el norte de Pakistán la región de Cachemira y a través del suroeste de China. La hembra pone de 2 a 3 huevos en el suelo. Son migratorios, invernando en India, Pakistán, Indonesia y Australia. Son raros al norte o al oeste del área de reproducción, pero sorprendentemente se han producido avistamientos de esta especie tan lejanos como Gran Bretaña. El primer registro se produjo en junio de 1981 en Suffolk, Inglaterra.

## Descripción
Estas aves tienen patas cortas, alas largas y puntiagudas y largas colas bifurcadas. Tienen picos cortos, que es una adaptación para la alimentación aérea. La espalda y la cabeza son de color café y las alas de color marrón con plumas de vuelo negras. El vientre es blanco. Las alares inferiores son de color castaño.
El 7 de febrero de 2004, 2 500 000 aves de esta especie se registraron en Eighty Mile Beach, al noroeste de Australia, por el Australasian Wader Studies Group. No había anteriormente ningún registro de esta magnitud y se supone que las condiciones del clima han causado que gran parte de la población mundial de esta especie se congreguen en esta área.